# Ion Television
 (mars 2021).
Si vous disposez d'ouvrages ou d'articles de référence ou si vous connaissez des sites web de qualité traitant du thème abordé ici, merci de compléter l'article en donnant les références utiles à sa vérifiabilité et en les liant à la section « Notes et références ».
Ion Television est un réseau de télévision (service de syndication) américain appartenant à Ion Media Networks (anciennement connu sous le nom de Paxson Communications). Le réseau rejoint environ 99 million de foyers américains à l'aide de 67 stations ainsi qu'une distribution sur le câble et satellite.
Entre 13 h et 3 h, le réseau diffuse des films et séries en syndication tel que Criminal Minds, Flashpoint, Leverage, Cold Case, Psych et Without A Trace, puis des infopublicités le reste du temps.

## Histoire

### PAX TV
Le fondateur de Home Shopping Network, Bud Paxton, a lancé le réseau le 31 août 1998 et diffusait des émissions et séries qui visaient les familles, ainsi que des émissions religieuses de The Worship Network, des jeux télévisés et des talk-shows.

### i
Le 28 juin 2005, Paxton a annoncé que PAX deviendra i effectif le 1er juillet 2005, afin de fournir une plateforme de diffusion indépendante pour les producteurs qui désirent rejoindre un audience national. Certains médias ont qualifié le i signifie infopublicités étant donné qu'elle consiste à environ la moitié de l'horaire du réseau. Après le renommage, PAX a continué de diffuser ses émissions sur un sous-canal numérique. À la suite de ces changements, les émissions religieuses de The Worship Network ont été déplacés sur un sous-canal numérique et les segments météo produits par l'affilié NBC local ont été éliminés.

### Ion Television
Le 29 janvier 2007, le réseau change de nom pour devenir 'ION Television. La programmation demeure inchangée, mais des séries ont été ajoutées en 2008 afin d'attirer l'audience 18-49 ans, tels que Boston Legal, Ghost Whisperer, NCIS et Criminal Minds.
En septembre 2020, E. W. Scripps Company annonce l'acquisition de Ion Media pour 2,68 milliards de dollars.

## Séries originales
- Destins croisés (Twice in a Lifetime) (1999–2001)
- Hope Island (en) (1999–2000)
- Mysterious Ways : Les Chemins de l'étrange (Mysterious Ways) (2000–2002)
- Doc (2001–2004)
- En quête de justice (Just Cause) (2002–2003)
- Sue Thomas, l'œil du FBI (Sue Thomas: F.B.Eye) (2002–2005)

## Téléfilms originaux
2008
- Un Noël plein de surprises (Christmas Town)

2009
- Des souvenirs pour Noël (A Golden Christmas)

2010
- Le Courrier de Noël / Lettres au Père Noël (Christmas Mail)

2011
- Coup de foudre pour Noël (A Christmas Kiss)
- Les 12 vœux de Noël (12 Wishes of Christmas / 12 Christmas Wishes for my Dog)
- Un Noël câlin / Trois amis pour Noël (Three Holiday Tails / A Golden Christmas 2: The Second Tail)
- A Holiday Heist
- Mandie and the Forgotten Christmas

2012
- Une star pour Noël (A Star for Christmas)
- L'Homme qui n'aimait pas Noël (Anything But Christmas)
- Au cœur de la tornade (Christmas Twister)
- Une seconde chance pour Noël (A Christmas Wedding Date)
- De l'amour pour Noël (A Golden Christmas 3)

2013
- Le Procès du Père-Noël (Defending Santa)
- La Belle de Noël (Christmas Belle)
- Le père Noël prend sa retraite (My Santa)
- La Magie de Noël (All I Want For Christmas)
- Un Noel qui a du chien (Holiday Road Trip

2014
- La Liste de Noël (A Perfect Christmas List)
- Un ex-mari en Cadeau (Merry Ex-Mas)
- Sous le charme de Noël (A Christmas Kiss 2)
- De retour vers Noël (Back to Christmas)
- A Christmas Mystery

2015
- Meet My Valentine
- You Cast A Spell On Me
- Merry Kissmas
- Une mission pour Noël (How Sarah got her Wings)
- Un prince pour Noël (A Prince for Christmas)
- La Trêve de Noël (A Christmas Truce)
- A Christmas Reunion

2016
- A Husband for Christmas
- A Christmas in Vermont
- Christmas with the Andersons
- A Firehouse Christmas
- Un Noël de Cendrillon (A Cinderella Christmas)

## Télévision numérique terrestre
Toutes les stations appartenant à ION Media Networks diffuse les sous-canaux suivants :
| Canal virtuel | Format | Aspect | Programmation  |      |
| ------------- | ------ | ------ | -------------- | ---- |
| x.1           | 720p   | 16:9   | ION Television |      |
| x.2           |        | 480i   | 4:3            | Qubo |

The Worship Network était distribué sur le sous-canal .4 jusqu'au 31 janvier 2010.
ION Life était distribué sur le sous-canal .3 jusqu'au 28 février 2021.

## Affiliés
ION Television est distribué dans plus de 60 marchés.
| #   | Marché                            | Station | Propriétaire                |
| --- | --------------------------------- | ------- | --------------------------- |
| 1   | New York                          | WPXN-TV | E. W. Scripps Company       |
| 2   | Los Angeles                       | KPXN-TV | E. W. Scripps Company       |
| 3   | Chicago                           | WCPX-TV | E. W. Scripps Company       |
| 4   | Philadelphie                      | WPPX-TV | E. W. Scripps Company       |
| 5   | Dallas                            | KPXD-TV | E. W. Scripps Company       |
| 6   | San Francisco                     | KKPX-TV | E. W. Scripps Company       |
| 7   | Washington, D.C.                  | WPXW-TV | E. W. Scripps Company       |
| 8   | Houston                           | KPXB-TV | E. W. Scripps Company       |
| 9   | Boston                            | WBPX-TV | E. W. Scripps Company       |
| 10  | Atlanta                           | WPXA-TV | E. W. Scripps Company       |
| 11  | Tampa                             | WXPX-TV | E. W. Scripps Company       |
| 12  | Phoenix (Arizona)                 | KPPX-TV | E. W. Scripps Company       |
| 13  | Détroit                           | WPXD-TV | E. W. Scripps Company       |
| 14  | Seattle                           | KWPX-TV | E. W. Scripps Company       |
| 15  | Minneapolis                       | KPXM-TV | E. W. Scripps Company       |
| 16  | Miami                             | WPXM-TV | E. W. Scripps Company       |
| 17  | Denver                            | KPXC-TV | E. W. Scripps Company       |
| 18  | Orlando                           | WOPX-TV | E. W. Scripps Company       |
| 19  | Cleveland/Akron (Ohio)            | WVPX-TV | E. W. Scripps Company       |
| 20  | Sacramento                        | KSPX-TV | E. W. Scripps Company       |
| 23  | Pittsburgh                        | WINP-TV | E. W. Scripps Company       |
| 24  | Raleigh/Durham (Caroline du Nord) | WRPX-TV | E. W. Scripps Company       |
| 24  | Fayetteville                      | WFPX-TV | E. W. Scripps Company       |
| 25  | Portland                          | KPXG-TV | E. W. Scripps Company       |
| 26  | Martinsburg/Baltimore             | WWPX-TV | E. W. Scripps Company       |
| 27  | Indianapolis                      | WIPX-TV | E. W. Scripps Company       |
| 29  | Nashville                         | WNPX-TV | E. W. Scripps Company       |
| 30  | New Haven/Hartford (Connecticut)  | WHPX-TV | E. W. Scripps Company       |
| 31  | San Antonio                       | KPXL-TV | E. W. Scripps Company       |
| 33  | Kansas City (Missouri)            | KPXE-TV | E. W. Scripps Company       |
| 34  | Salt Lake City                    | KUPX-TV | E. W. Scripps Company       |
| 35  | Milwaukee                         | WPXE-TV | E. W. Scripps Company       |
| 38  | West Palm Beach                   | WPXP-TV | E. W. Scripps Company       |
| 40  | Pahrump/Las Vegas                 | KPVM-LP | E. W. Scripps Company       |
| 41  | Oklahoma City                     | KOPX-TV | E. W. Scripps Company       |
| 44  | Grand Rapids (Michigan)           | WZPX-TV | E. W. Scripps Company       |
| 45  | Birmingham (Alabama)              | WPXH-TV | E. W. Scripps Company       |
| 46  | Greensboro                        | WGPX-TV | E. W. Scripps Company       |
| 47  | Jacksonville                      | WPXC-TV | E. W. Scripps Company       |
| 49  | Louisville (Kentucky)             | WBNA    | Evangel World Prayer Center |
| 50  | La Nouvelle-Orléans               | WPXL-TV | E. W. Scripps Company       |
| 51  | Memphis (Tennessee)               | WPXX-TV | E. W. Scripps Company       |
| 52  | Providence (Rhode Island)         | WPXQ-TV | E. W. Scripps Company       |
| 53  | Buffalo (New York)                | WPXJ-TV | E. W. Scripps Company       |
| 56  | Scranton (Pennsylvanie)           | WQPX-TV | E. W. Scripps Company       |
| 59  | Amsterdam/Albany (New York)       | WYPX-TV | E. W. Scripps Company       |
| 58  | Tulsa                             | KTPX-TV | E. W. Scripps Company       |
| 62  | Knoxville                         | WPXK-TV | E. W. Scripps Company       |
| 63  | Lexington (Kentucky)              | WUPX-TV | E. W. Scripps Company       |
| 64  | Dayton (Ohio)                     | WRCX-LP | Ross Communications, Ltd.   |
| 65  | Honolulu                          | KPXO-TV | E. W. Scripps Company       |
| 69  | Des Moines (Iowa)                 | KFPX-TV | E. W. Scripps Company       |
| 70  | Charleston (Virginie-Occidentale) | WLPX-TV | E. W. Scripps Company       |
| 73  | Spokane (Washington)              | KGPX-TV | E. W. Scripps Company       |
| 85  | Syracuse (New York)               | WSPX-TV | E. W. Scripps Company       |
| 90  | Cedar Rapids                      | KPXR-TV | E. W. Scripps Company       |
| 97  | Plattsburgh/Burlington            | WCAX-TV | Mount Mansfield Television  |
| 100 | Greenville (Caroline du Nord)     | WEPX-TV | E. W. Scripps Company       |
| 100 | Jacksonville (Caroline du Nord)   | WPXU-TV | E. W. Scripps Company       |
| 129 | La Crosse                         | WKBT-DT | Morgan Murphy Media         |
| 134 | Wausau (Wisconsin)                | WTPX-TV | E. W. Scripps Company       |
| 147 | Anchorage                         | KDMD    | Ketchikan Television LLC    |
| 202 | Fairbanks (Alaska)                | KDMD-LP | Ketchikan Television LLC    |